# Torben Ulrich
Torben Ulrich, född 4 oktober 1928 i Frederiksberg i Köpenhamn, död 20 december 2023 i Tiburon nära San Francisco, Kalifornien, var en dansk tennisspelare, jazzmusiker, filmskapare och författare. Han var far till Metallica-trummisen Lars Ulrich och var bosatt i Kalifornien.